# 金田漁港 (神奈川県)
金田漁港（かねだぎょこう）は、神奈川県三浦市にある第1種漁港である。

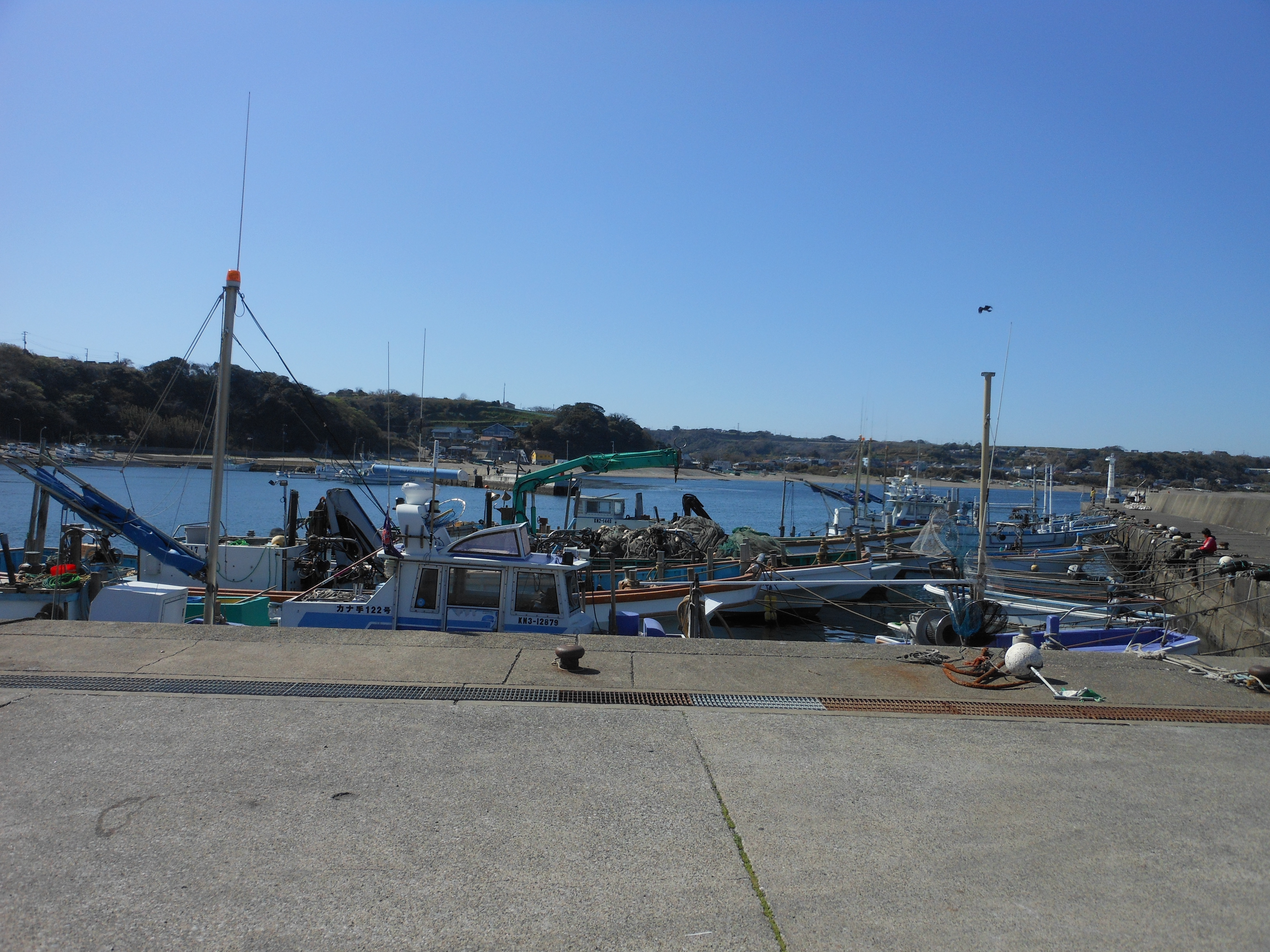
金田漁港

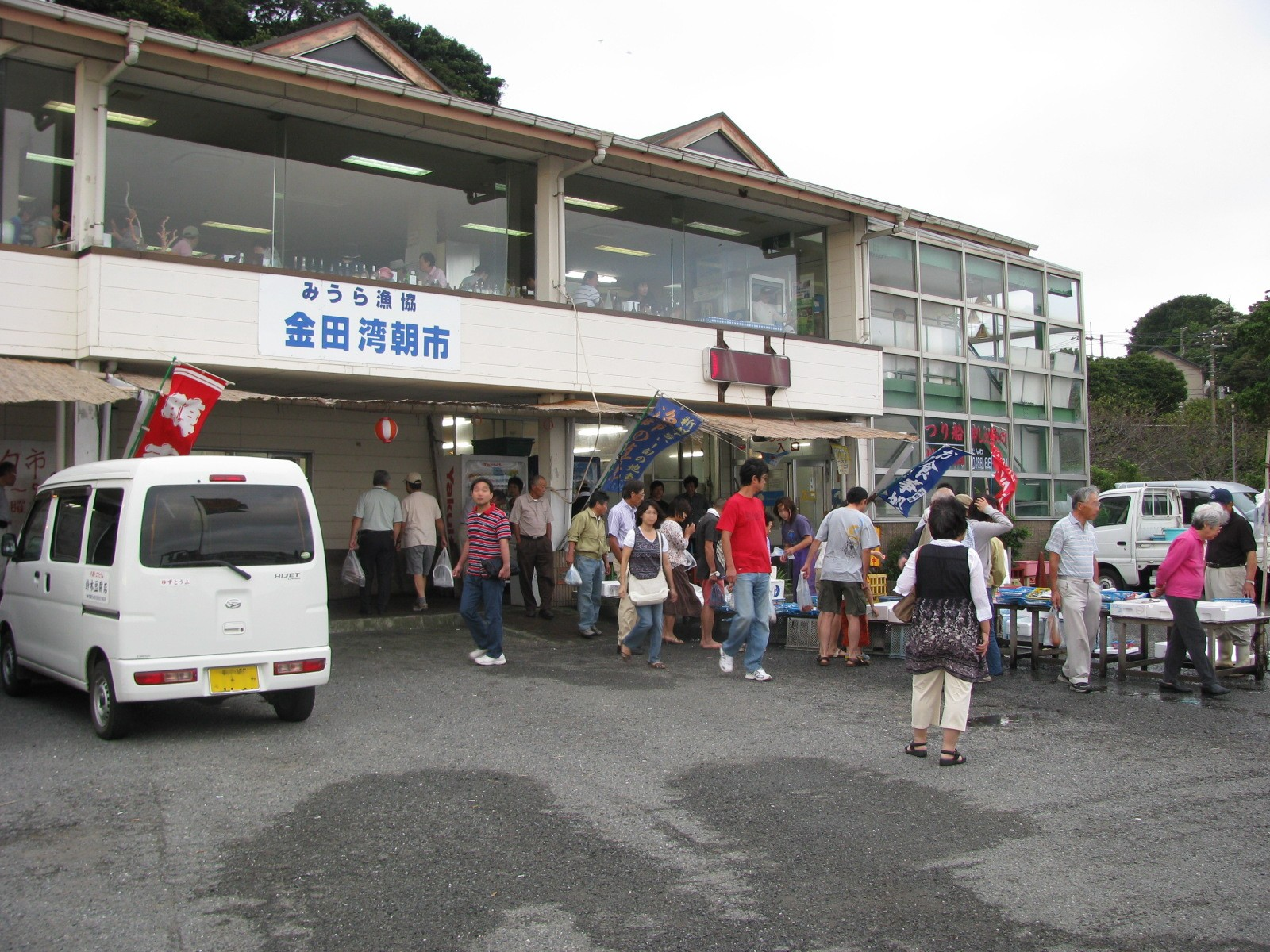
金田湾朝市

## 概要
- 管理者 - 神奈川県三浦市
- 漁業協同組合 - みうら
- 組合員数 - 218名（2001年（平成13年）12月）
- 漁港番号 - 2110070

## 沿革
- 1956年7月6日 - 第1種漁港に指定
- 1984年11月5日 - 区域変更

## 主な魚種
- ワカメ
- サバ
- イワシ
- アジ類
- スズキ

## 主な漁業
- 大型定置網漁業
- 海面養殖業（藻類）
- 釣り
- 小型定置網漁業
- 刺し網漁業

## アクセス方法
- 京急久里浜線三浦海岸駅より京浜急行バス岩浦下車徒歩すぐ